# Madatyphlops mucronatus
Madatyphlops mucronatus är en ormart som beskrevs av Boettger 1880. Madatyphlops mucronatus ingår i släktet Madatyphlops och familjen maskormar. Inga underarter finns listade i Catalogue of Life.
Denna orm förekommer med flera små populationer på norra Madagaskar och kanske även på öns södra del. Arten lever i låglandet och i bergstrakter upp till 1000 meter över havet. Individerna vistas i torra och fuktiga skogar. De gräver i lövskiktet och i det översta jordlagret. Honor lägger antagligen ägg.
Inget är känt angående populationens storlek och möjliga hot. IUCN kategoriserar arten globalt som otillräckligt studerad.